# Belören, Yüreğir
Belören là một xã thuộc huyện Yüreğir, tỉnh Adana, Thổ Nhĩ Kỳ. Dân số thời điểm năm 2009 là 771 người.